# Olga Nikolajevna af Rusland (1822-1892)
Olga Nikolajevna af Rusland (russisk: Ольга Николаевна) (11. september 1822 – 30. oktober 1892) var en russisk storfyrstinde, der var dronning af Württemberg fra 1864 til 1891.
Hun var datter af tsar Nikolaj 1. af Rusland og blev gift med kong Karl 1. af Württemberg.

## Biografi

### Tidlige liv
Storfyrstinde Olga Nikolajevna blev født den 11. september 1822 i Sankt Petersborg i det Russiske Kejserrige. Hun var det tredje barn og anden datter af tsar Nikolaj 1. af Rusland i hans ægteskab med prinsesse Charlotte af Preussen.

### Ægteskab
Storfyrstinde Olga giftede sig den 13. juli 1846 på Petergof med den senere kong Karl 1. af Württemberg. Ægteskabet var barnløst.

### Død
Dronning Olga døde 70 år gammel den 30. oktober 1892 i Friedrichshafen i Württemberg.

## Eksterne links
- Wikimedia Commons har flere filer relateret til Olga Nikolajevna af Rusland (1822-1892)